# Großer Panda
Der Große Panda (Ailuropoda melanoleuca), auch Riesenpanda oder Pandabär, ist eine Säugetierart aus der Familie der Bären (Ursidae). Als Symbol des WWF und manchmal auch des Artenschutzes allgemein hat er trotz seines sehr beschränkten Verbreitungsgebiets weltweite Bekanntheit erlangt. In älterer deutscher Literatur wird der Große Panda auch Bambusbär oder Prankenbär genannt. Der Gefährdungsstatus der Bärenart wurde 2016 vom IUCN von stark gefährdet (endangered) auf gefährdet (vulnerable) abgesenkt, da die Bestände sich etwas erholt hatten. Nach Schätzungen, die auf der letzten offiziellen Zählung basieren, gibt es über 2000 wild lebende Tiere, da von 2011 bis 2014 insgesamt 1864 Pandas in freier Wildbahn gezählt werden konnten.

## Merkmale
Große Pandas erreichen eine Kopfrumpflänge von 120 bis 150 Zentimetern, der Schwanz ist wie bei allen Bären nur ein Stummel von rund 12 Zentimetern Länge. Das Gewicht erwachsener Tiere variiert von 75 bis 160 Kilogramm. Große Pandas entsprechen in ihrem Körperbau weitgehend den anderen Bären, stechen jedoch durch ihre kontrastreiche schwarz-weiße Färbung hervor.

### Fellfärbung

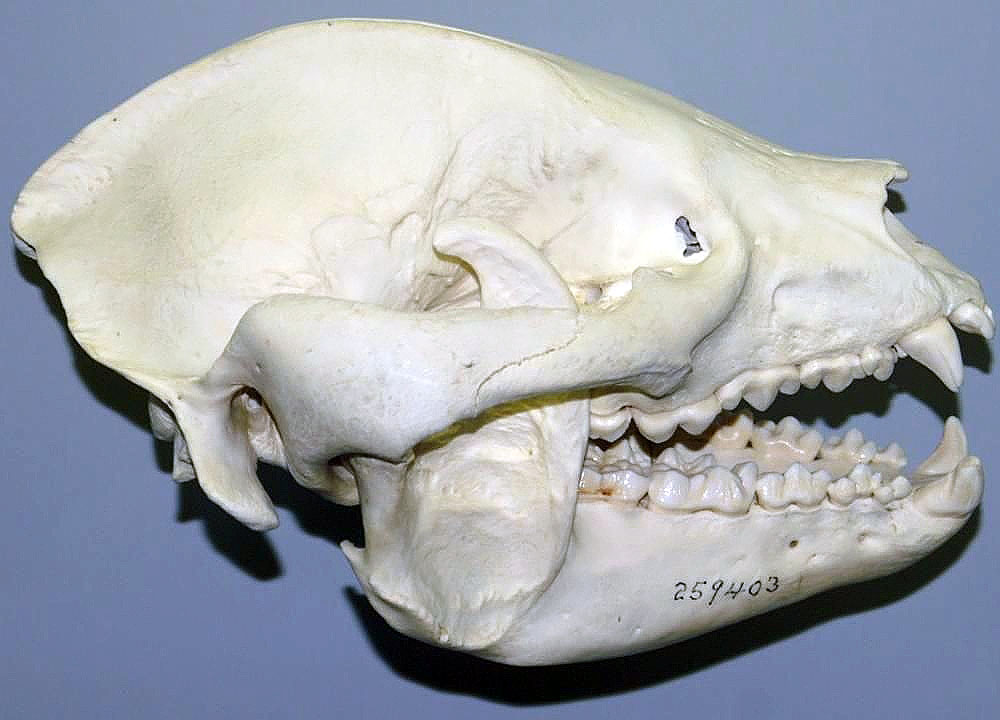
Schädel mit Gebiss

Die Grundfarbe ihres dichten, wolligen Fells ist weiß, die Beine sind schwarz. Das Schwarz der Vorderbeine zieht sich weiter über die Schultern und bildet einen Gürtel, der meist den Vorderkörper umschließt. Schwarz sind außerdem die Ohren, die Umgebung der Augen und manchmal die Schwanzspitze. Die Population im Qinling-Gebirge (Ailuropoda melanoleuca qinlingensis), die erst 1985 entdeckt und 2005 als erste offizielle Unterart anerkannt wurde, zeichnet sich dagegen durch eine braun-weiße Farbgebung aus.
Die Gründe für die auffällige Färbung sind nicht genau bekannt. Diskutiert werden die Abschreckung von Feinden, die bessere Thermoregulation oder die Tarnung. Sehr selten gibt es Albinos, deren Fell weiß ist.

### Weitere Merkmale
Der Kopf wirkt massiver als der anderer Bären, was an den verlängerten Jochbeinbögen und an den stärkeren Kaumuskeln liegt. Wie die meisten Bären haben sie 42 Zähne, die hinteren Vorbackenzähne und die Backenzähne sind größer und breiter als die der anderen Vertreter ihrer Familie, eine Anpassung an die spezielle Ernährung. Ein weiteres artspezifisches Merkmal ist der verlängerte Handwurzelknochen der Vorderpfoten, der einen „Pseudodaumen“ bildet und dem besseren Ergreifen der Nahrung dient.

## Name
Die in China übliche Bezeichnung für den Großen Panda ist dà xióngmāo (大熊貓), wörtlich „große Bären-Katze“, oder einfach xióngmāo (熊貓), wörtlich „Bären-Katze“. In chinesischen Quellen finden sich etwa 20 verschiedene Bezeichnungen für Große Pandas, aber keine davon hat Ähnlichkeit mit dem Wort Panda. Ursprünglich wurde der Name in westlichen Quellen für den Kleinen Panda verwendet und stammt aus dem Nepali.
 In manchen Regionen Nepals heißen sie Ponja, zu deutsch „Bambusfresser“. Daraus wurde der Name „Panda“ abgeleitet.
Der Gattungsname „Ailuropoda“ kommt vom griechischen „αἴλουρος“ = „Katze“ und „πούς“ = „Fuß“ Der Artname „melanoleuca“ kommt vom griechischen „μέλας“ = „schwarz“ und „λευκός“ = „weiß“. Alles in allem also etwa „schwarzweißer Katzenpföter“.

## Verbreitung und Lebensraum

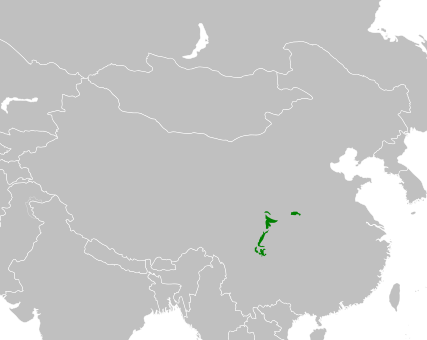
Verbreitungsgebiet des Großen Pandas

Das Verbreitungsgebiet der Großen Pandas umfasst gebirgige Gegenden auf den Territorien der chinesischen Provinzen Sichuan, Gansu und Shaanxi. Das Habitat der Pandas sind subtropische Berghänge mit dichter Bewaldung. Hier leben sie im Sommer in Höhen von 2700 bis 4000 Metern, im Winter wandern sie in tiefer gelegene, oft rund 800 Meter hohe Gebiete ab. Das Klima in ihrem Lebensraum ist generell feucht und niederschlagsreich, die Sommer sind kühl und die Winter kalt.

## Lebensweise
Große Pandas sind Bodenbewohner, die allerdings gut klettern und schwimmen können. Das Fressen geschieht meist in einer sitzenden Haltung, so dass die Vorderpfoten frei sind, um nach Nahrung zu greifen. Die Tiere sind dämmerungs- oder nachtaktiv und schlafen bei Tage in hohlen Baumstämmen, Felsspalten oder Höhlen. In den Bambusdickichten legt der Panda tunnelförmige Wechsel an, die seine Futterplätze mit den Schlafplätzen verbinden.
Große Pandas sind Einzelgänger, die ein Revier von rund 4 bis 6 Quadratkilometern bewohnen. Die Territorien von Weibchen haben ein rund 30 bis 40 Hektar großes Kerngebiet, das gegen Artgenossinnen verteidigt wird. Männchen sind flexibler und zeigen kein Territorialverhalten, ihre Reviere haben kein Kerngebiet und überlappen sich oft mit denen anderer Männchen. Trotzdem gehen sie Artgenossen aber meist aus dem Weg. Während ihrer Wanderungen markieren sie ihre Route durch Urin und indem sie Bäume zerkratzen oder sich daran reiben. Im Gegensatz zu anderen Bärenarten halten Große Pandas keine Winterruhe, sie wandern während der kalten Jahreszeit lediglich in tiefer gelegene Regionen.

### Ernährung
Große Pandas sind unter den Bären die ausgeprägtesten Pflanzenfresser; sie ernähren sich zu 99 % von Bambus, wobei sie vor allem junge Blätter und Sprossen zu sich nehmen. Da Bambus jedoch sehr nährstoffarm und die Verdauung der Pandas nicht ideal dafür ausgerüstet ist, müssen sie große Mengen davon zu sich nehmen, um ihren Nahrungsbedarf zu decken: Der Tagesbedarf liegt bei rund 10 bis 40 Kilogramm Bambus. Zu den Pflanzen, die sie darüber hinaus verzehren, gehören Enziane, Schwertlilien, Krokusse und Bocksdorn. In geringen Mengen nehmen sie auch Raupen sowie kleine Wirbeltiere zu sich. In Gefangenschaft kommen sie sogar mit Honig, Eiern, Fisch, Obst wie Melonen oder Bananen und auch Süßkartoffeln zurecht. Große Pandas sind gemeinhin 10–16 Stunden des Tages mit der Nahrungsaufnahme beschäftigt.
In ihrem Verdauungstrakt zeigen Große Pandas einige Anpassungen an die vorwiegend pflanzliche Ernährungsweise. Die Speiseröhre ist mit einer Hornschicht ausgekleidet, der Magen ist dickwandig und erinnert an den Muskelmagen der Vögel. Die Oberfläche des Dickdarms ist im Vergleich mit anderen Bärenarten vergrößert, ein Blinddarm fehlt.
Wie andere Bären gewinnen Pandas einen großen Teil ihrer Energie aus Proteinen – nach neueren Studien stammen demnach 50–60 % des Energiebedarfs aus Bambusprotein. Die Stoffwechselrate der Großen Pandas ist außergewöhnlich gering und beträgt nur 38 % der durchschnittlichen Stoffwechselrate eines landlebenden Säugetiers vergleichbarer Größe.
Bislang ist ungeklärt, seit wann Bambus die Hauptnahrungsquelle der Großen Pandas ist. Eine Genanalyse und ein fossiler Schädel waren dahingehend interpretiert worden, dass die Vorfahren der heutigen Großen Pandas schon vor vier (angepasste Genetik) bzw. zwei Millionen Jahren (Gestalt des Schädels) an pflanzliche Kost angepasst waren. Eine Isotopenuntersuchung der Zähne und Knochen von Pandas, die zwischen 1970 und 2000 verstorben waren, und ein Vergleich mit mindestens 5000 Jahre alten Funden ergab jedoch Hinweise auf ein weit abwechslungsreicheres Nahrungsspektrum noch vor 5000 Jahren; welche Pflanzen damals zusätzlich verzehrt wurden, konnte diese Analyse allerdings nicht aufklären.

## Fortpflanzung

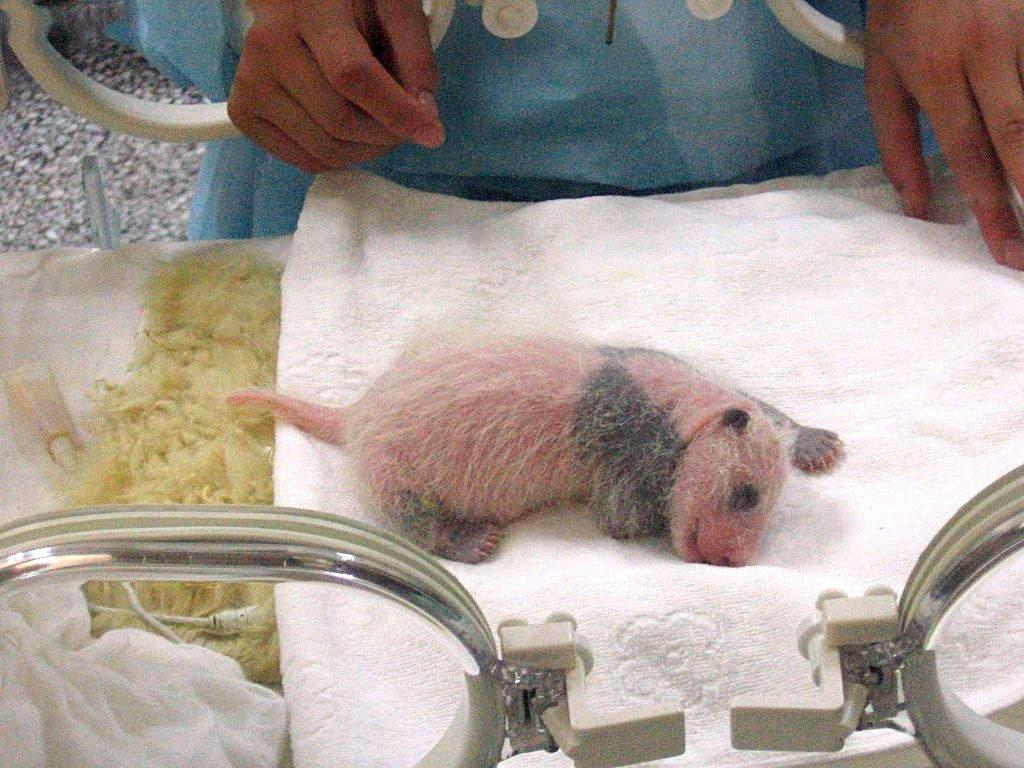
Rund einwöchiges Jungtier in einer chinesischen Zuchtstation

Pandas werden zwischen dem fünften und siebten Lebensjahr geschlechtsreif. Die früher verbreitete Ansicht, Pandas seien nicht sehr reproduktionsfreudig, konnte mittlerweile zum Teil auf nicht artgerechte Haltungsbedingungen in Gefangenschaft zurückgeführt werden. Wie bei Bären üblich, bekommen Pandaweibchen alle zwei bis drei Jahre Nachwuchs und können in freier Wildbahn sechs oder mehr Junge im Laufe ihres Lebens großziehen.
Die Paarungszeit der Großen Pandas fällt in die Monate März bis Mai – dann finden sich die sonst einzelgängerischen Tiere zu Paaren zusammen. Die Befruchtung ist aber auch dann jeweils nur in einem sehr knapp bemessenen Zeitraum möglich; dieser liegt zwischen 24 Stunden und 3 Tagen. Dabei kann es zwischen den Männchen zu Kämpfen um das Paarungsvorrecht kommen. Wie bei anderen Bären kommt es auch bei ihnen zur verzögerten Einnistung. Die befruchtete Eizelle bleibt für rund 45 bis 120 Tage im Uterus, bevor es zur Nidation kommt. Im Anschluss an die Paarung verlassen die Männchen stets das trächtige Weibchen, welches die Aufzucht alleine vollzieht.
Die meisten Geburten fallen in die Monate August oder September, ein Wurf besteht aus ein oder zwei, selten drei Jungtieren. Neugeborene Pandabären sind winzig und völlig hilflos. Abgesehen von etwas schütterem, weißem Fell sind sie fast nackt und außerdem blind. Auffällig ist auch, dass neugeborene Pandas noch einen Schwanz haben, der rund ein Drittel der Körperlänge ausmacht. Im Direktvergleich zu anderen Bärenarten sind die hamstergroßen Jungen mit 80 bis 200 Gramm Geburtsgewicht drei bis vier Mal kleiner. Ihre Mutter wiegt etwa eintausend Mal so viel, so dass der relative Gewichtsunterschied zwischen der Mutter und ihrem Wurf bei Großen Pandas größer ist als bei sämtlichen Plazentatieren. Unter allen Säugetieren insgesamt weisen nur einige Beuteltiere einen größeren relativen Gewichtsunterschied auf.
Die ein bis zwei Jungen werden in einem geeigneten Versteck wie einer Höhle oder einem hohlen Baum zur Welt gebracht. Im Falle einer Mehrlingsgeburt überlebt (in freier Wildbahn) in der Regel nur das Erstgeborene, es sei denn, es ist deutlich schwächer; in diesem Fall entscheidet die Mutter sich für das stärkere Jungtier. Warum Pandas, obwohl sie nur ein Junges aufziehen, dennoch in fast der Hälfte der Fälle Mehrlinge zur Welt bringen, ist noch nicht vollständig geklärt; es liegt jedoch nahe, dass es sich um einen natürlichen Selektionsprozess handelt.
Mit rund einem Monat weisen die Jungtiere die typische Fellzeichnung auf, mit 40 bis 60 Tagen öffnen sie die Augen, und im Alter von fünf bis sechs Monaten nehmen sie erstmals feste Nahrung zu sich. Mit acht bis neun Monaten werden junge Pandas entwöhnt, bleiben jedoch noch bei ihrer Mutter, bis sie anderthalb bis drei Jahre alt sind.
Die Lebenserwartung eines Pandas in freier Wildbahn liegt bei ca. 20 Jahren. In Gefangenschaft wurden manche Pandas fast doppelt so alt.
Sowohl das Pandamännchen Bao Bao aus dem Zoologischen Garten Berlins als auch ein Exemplar im San Diego Zoo erreichten ein Alter von etwa 34 Jahren,
Mit 38 Jahren war das Pandaweibchen Jia Jia, das im Ocean Park Hong Kong lebte, der älteste Große Panda mit entsprechendem Eintrag im Guinness-Buch der Rekorde.

## Parasiten
Die Einengung des Lebensraumes durch den Menschen (seit den 1970er Jahren ging die Hälfte des Lebensraumes verloren) begünstigt die Ausbreitung von Parasiten. Die Tiere rücken enger zusammen, wodurch sich Parasiten leichter von Tier zu Tier verbreiten können. Auch die größere Nähe zu Tieren anderer Arten unterstützt dies, da die Übertragung zwischen den Arten gefördert wird.
Auf diese Art und Weise (wohl durch Katzen, Hunde oder Füchse) wurde wahrscheinlich auch Baylisascaris schroederi auf den Großen Panda übertragen. Dieser Wurm macht den Großen Pandas besonders zu schaffen. Waren 1990 noch 10 % der Tiere befallen, so sind es in den 2010er Jahren 50 %. B. schroederi ist inzwischen die häufigste Todesursache bei wild lebenden Großen Pandas. Der Wurm verursacht schwere Blutungen in Leber, Lunge und Darm.

## Systematik
Der Große Panda wurde von dem französischen Missionar und Naturforscher Armand David als erstem westlichen Reisenden im Jahr 1869 in Dengchigou im heutigen Kreis Baoxing in Sichuan beschrieben und wissenschaftlich Ursus melanoleucus („Schwarz-weißer Bär“) benannt.

### Äußere Systematik
Molekulargenetische Untersuchungen der jüngsten Forschung zur korrekten taxonomischen Einordnung dieser Art belegen nun, dass sich die Vorfahren des Großen Panda vor rund 15 Millionen Jahren von der Entwicklungslinie der Bären entfernten, während sich die Entwicklungslinien der Bären (Ursidae) und Kleinbären (Procyonidae) bereits vor rund 30 bis 35 Millionen Jahren trennten. Damit ist der Große Panda nunmehr eindeutig in die Familie der Bären einzuordnen, und zwar als einziger bekannter lebender Vertreter der Unterfamilie Ailuropodinae. Informationen zur Systematik der Ailuropodinae unter Einbeziehung fossiler Taxa finden sich im Artikel Kretzoiarctos beatrix.
Die damit verworfene, von der älteren Forschung vertretene Einordnung des Großen Panda in die damals so genannte Familie der Katzenbären beruhte vor allem darauf, dass sowohl Großer als auch Kleiner Panda (Ailurus fulgens) herbivor leben. Ihre zahlreichen gemeinsamen Merkmale, die ebenfalls zu dieser Einordnung führten, wie die Mahlzähne, der massive Schädel oder der Pseudodaumen sind aber allein auf eine konvergente Evolution der beiden Arten zurückzuführen, die durch die ähnliche Ernährungsweise bedingt ist.

### Innere Systematik

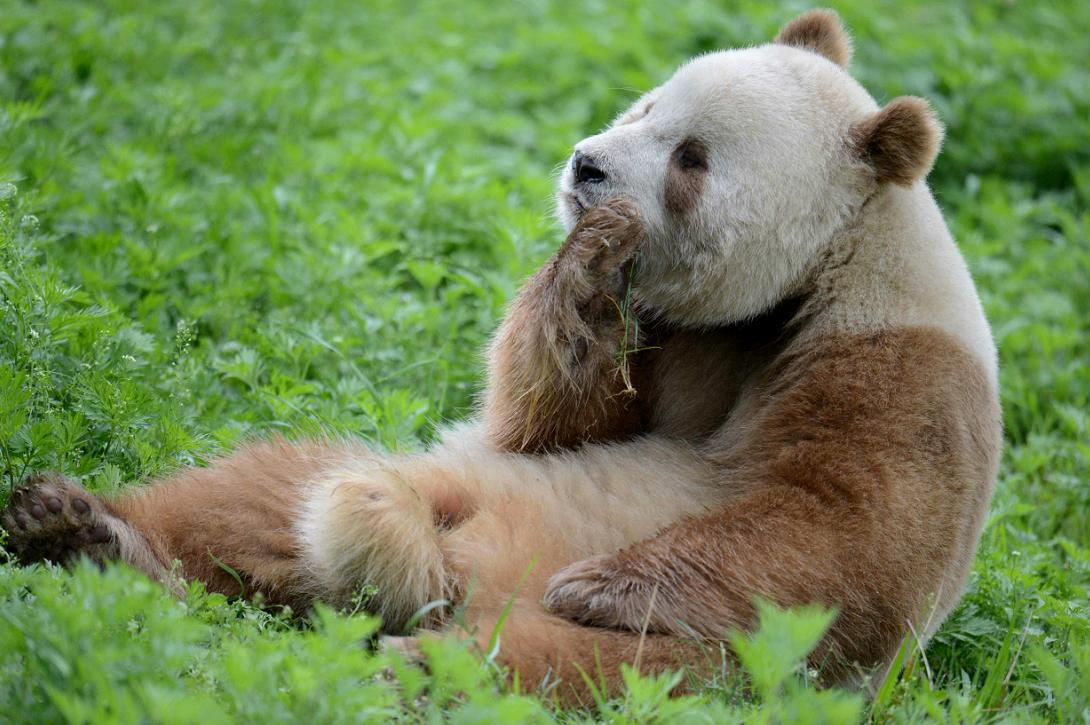
Qinling-Panda

Im Jahr 2005 wurde die Unterart Qinling-Panda (Ailuropoda melanoleuca qinlingensis) beschrieben, die in einer Höhe von 1.300 bis 3.000 an den südlichen Abhängen des Qin-Ling-Gebirges in der Provinz Shaanxi vorkommt. Ailuropoda m. qinlingensis ist etwas kleiner, hat einen kleineren Schädel, verglichen mit der Nominatform (Ailuropoda m. melanoleuca) größere Molaren und eine andere Fellfarbe. Ihre Brust ist dunkelbraun, der Bauch braun, wobei die Bauchhaare bei einigen Individuen nur braune Spitzen besitzen, während die Haarbasen weiß sind. Eine im März 2024 veröffentlichte Untersuchung zeigte, dass die Mutation nur eines Gens (Bace2) die ungewöhnliche Fellfärbung der auch Kakao-Pandas genannten Tiere verursacht.

## Gefährdung und Schutzmaßnahmen
Das ursprüngliche Verbreitungsgebiet der Großen Pandas umfasste weite Teile Ostchinas und Myanmars. Im späten Pleistozän setzte der Rückgang ein, wofür sowohl klimatische Veränderungen als auch die Ausbreitung des Menschen verantwortlich gemacht werden. Die Jagd um des Felles willen und für Zoobestände dezimierte die Populationen weiterhin, bis sie 1939 unter Schutz gestellt wurden. Wilderei und Pelzhandel stehen in China unter drakonischen Strafen, es gab aufgrund dieser Delikte sogar Todesurteile. Gründe für den Rückgang der Populationen waren auch die fortschreitende Besiedlung ihres Lebensraums, die das Verbreitungsgebiet in drei Teile zersplitterte, und die damit einhergehende genetische Verengung. Ein weiterer Faktor ist das periodisch alle ca. 15–120 Jahre (zuletzt zu Beginn der 1980er Jahre) stattfindende Absterben von großen Bambuswaldflächen. Gebiete mit nicht blühenden Bambuswäldern konnten dann von den Pandas oft nicht erreicht werden, da große menschliche Siedlungen und bebautes Land dazwischen lagen.

### Forschungs- und Zuchtstation am Beispiel von Wolong
Eines der ältesten Panda-Schutzgebiete ist das Wolong-Naturreservat, das bereits 1963 insbesondere zum Schutz des Großen Pandas eingerichtet wurde und sich damals über 2.000 Quadratkilometer Bergwald erstreckt. Der WWF stellte für die Einrichtung des Gebiets rund eine Million US-Dollar zur Verfügung und ging eine Kooperation mit der chinesischen Regierung ein. Neben der Erforschung der Pandas bestand das Hauptziel bei der Gründung des Reservates darin, die Anzahl der Exemplare in Zuchtprogrammen zu erhöhen, um mittelfristig mehr Pandas in ihrem natürlichen Lebensraum auszuwildern.
Die größte Population in Gefangenschaft lebender Pandas befindet sich in der Chengdu Research Base of Giant Panda Breeding (in der chinesischen Provinz Sichuan), wo 2013 113 Große Pandas gehalten und bislang 172 Große Pandas geboren wurden.

### Gebietsschutz und Weiterentwicklung zum Nationalpark
Im Rahmen des nationalen Schutzprogrammes der chinesischen Regierung für den Großen Panda, entstanden 40 Reservate mit einer Fläche von 10.400 km², in denen 2004 etwas mehr als die Hälfte der geschätzten 1600 Tiere in freier Wildbahn leben. Im Jahr 2006 wurden die 924.500 ha (9.245 km²) umfassenden Schutzgebiete des Großen Panda in Sichuan in das UNESCO-Weltnaturerbe aufgenommen. Außer dem Wolong-Naturreservat, gehören auch die Zuchtstationen in Bifengxia, Chengdu und Dengsheng dazu. Das gesamte Gebiet wurde dann zu den Schutzgebieten des Großen Pandas in Sichuan zusammengefasst. Auf Anordnung der Staatlichen Chinesischen Forstbehörde sind die Provinzen Sichuan, Gansu und Shaanxi seit 2011 verpflichtet, alle zehn Jahre eine Zählung der in freier Wildbahn lebenden Pandabestände durchzuführen („Panda Census“).

### Giant Panda National Park
Die Erweiterung des Schutzgebietes, mit dem Ziel die Lebensräume diverser Pandapopulationen zu verbinden war schon lange der Wunsch zahlreicher Naturschützer.
Mit der Einrichtung des Nationalparks „Giant Panda National Park“ 2020 wurden 67 kleinere Schutzgebiete miteinander verbunden. Die staatseigene Bank of China hat sich mit rund 1,5 Mrd. USD an der Umsetzung des Großprojektes beteiligt, das von der Fläche her der Größe Siziliens entspricht. Für die Umsetzung wurden über 100.000 Menschen umgesiedelt, Minen und Straßen stillgelegt, sowie Wildtierbrücken und passierbare Korridore geschaffen. Ein Hauptziel bei der Ausdehnung des Schutzgebietes bestand darin, die isoliert lebenden Pandapopulationen vor genetischer Verarmung durch Inzucht zu schützen. Die einzelgängerischen Bären erhalten durch die Ausdehnung des Nationalparks die Möglichkeit, sich frei in einem größeren Gebiet zu bewegen, neue Lebensräume zu erschließen und sich mit einer größeren Auswahl an Partnern zu paaren, was auch der Widerstandsfähigkeit ihres Nachwuchses zugutekommt. Da nachweislich mindestens 3.446 Pflanzenarten und 641 Wirbeltierarten im Gebiet des Nationalparks leben, ist der Schutz dieser Artenvielfalt ein weiteres Hauptanliegen bei dessen Einrichtung gewesen.

### Auswilderungen
Im Jahre 2006 wurde zum ersten Mal ein in menschlicher Obhut geborener Großer Panda (Xiang Xiang) ausgewildert. Das Tier wurde drei Jahre lang darauf vorbereitet. Doch schon im Februar 2007 wurde Xiang Xiang tot aufgefunden. 2012 wurde ein weiterer in menschlicher Obhut geborener Großer Panda (Tao Tao) ausgewildert. Auch Tao Tao wurde drei Jahre lang auf die Auswilderung vorbereitet. Tao Tao wurde zuletzt Ende 2017 aufgefunden und medizinisch untersucht. Zu diesem Zeitpunkt erfreute er sich bester Gesundheit.
Sowohl Nachzucht als auch erfolgreiche Auswilderung von Großen Pandas sind nach wie vor schwierig, da in Gefangenschaft geborene Tiere nicht gelernt haben, wie sie sich verhalten müssen, um in freier Wildbahn zu überleben. Außerdem ist es wichtig, für die Auswilderung bestimmte Jungtiere von Anfang an nicht an Menschen zu gewöhnen – für die Tierpfleger bedeutet dies, dass sie beim Betreten der Gehege Pandakostüme tragen, die so präpariert wurden, dass der menschliche Geruch nicht wahrzunehmen ist. Die umfangreiche Vorbereitung der Tiere trägt dazu bei, dass die Auswilderungen erst nach mehrjährigem Training erfolgen, wie im Fall der Pandadame Zhang Xiang.

## Mensch und Großer Panda

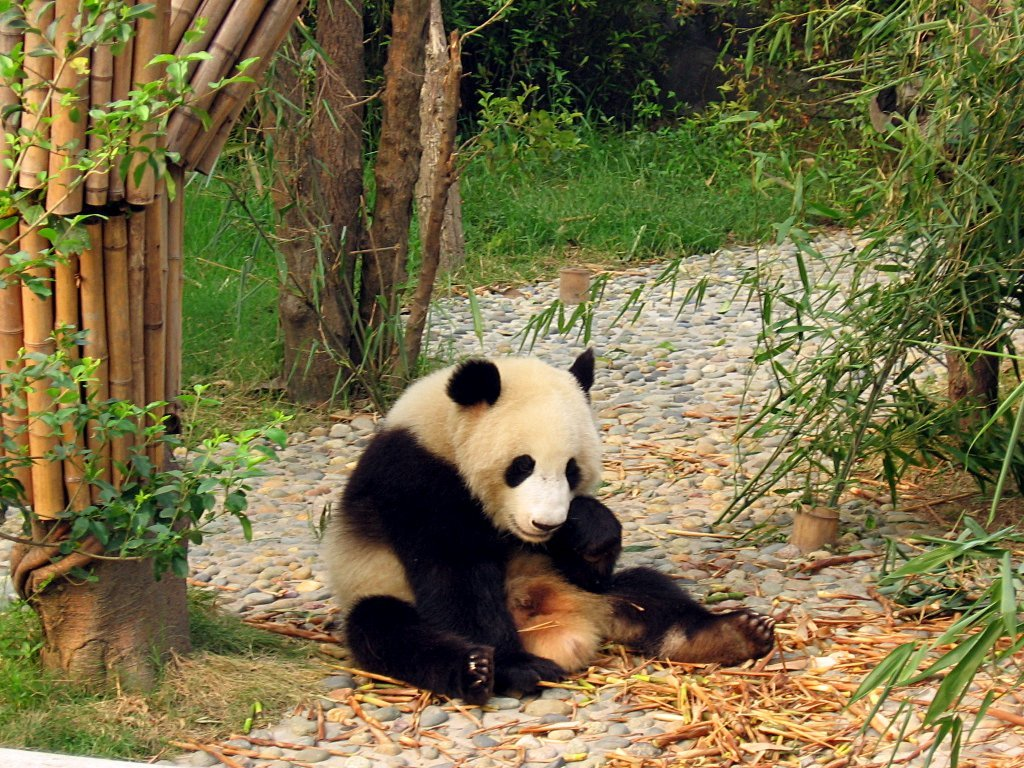
Großer Panda in einem Forschungszentrum in Chengdu

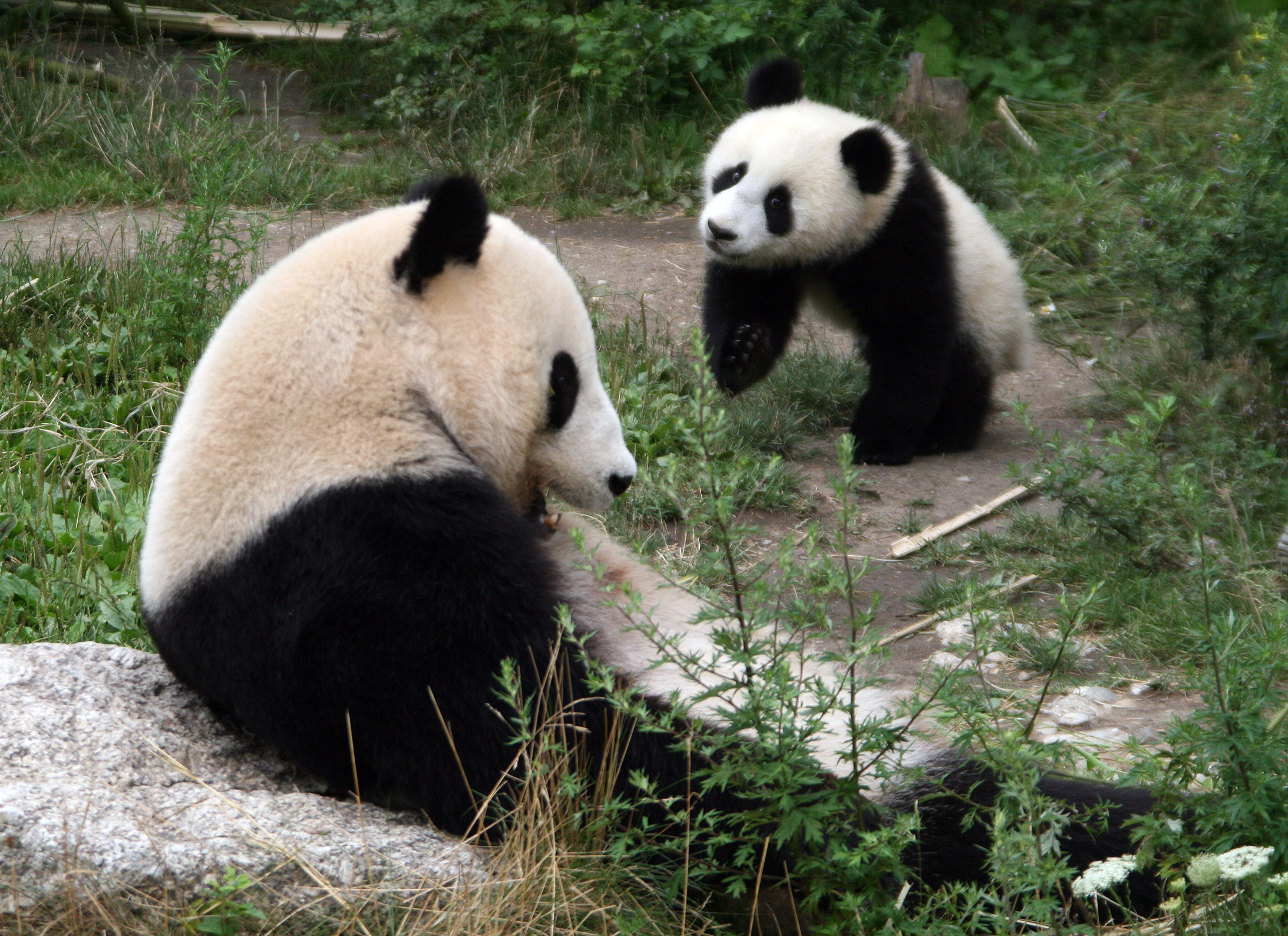
Weiblicher Panda (Yang Yang) mit zehn Monate altem Jungem (Fu Long) im Tiergarten Schönbrunn Wien

### Publikumslieblinge in Zoos
Große Pandas zählen zu den Lieblingen vieler Zoobesucher, was – neben ihrem Aussehen – unter anderem an ihrer Seltenheit sowie ihren speziellen Ansprüchen an Haltung und Futter liegt. Mit der Geburt von Jungtieren kann zudem, wie im Fall vom Zoo Berlin, als besonderes Ereignis in der eigenen Geschichte geworben werden. Die hohen Kosten für das „Ausleihen“ sowie Haltung und Pflege lohnen sich also in der Regel für einen Zoo.
Um Pandas in Deutschland präsentieren zu können, schaltete sich einmal sogar die damalige Bundeskanzlerin Angela Merkel ein.
Seit 2003 können Große Pandas im Tiergarten Schönbrunn in Wien besichtigt werden. Hier wurden am 23. August 2007 zwei Jungtiere geboren, von denen eins, das Männchen Fu Long (= „Glücksdrache“), überlebte. Damit ist Schönbrunn der erste Zoo in Europa, in dem bisher eine Vermehrung auf natürlichem Wege gelang. Am 23. August 2010, auf den Tag drei Jahre nach der Geburt von Fu Long, brachte dessen Mutter Yang Yang das Jungtier Fu Hu („Glücklicher Tiger“) im Wiener Tiergarten Schönbrunn zur Welt, am 14. August 2013 mit Fu Bao ein weiteres Junges, sowie am 7. August 2016 die Zwillinge Fu Feng und Fu Ban. Long Hui, der Vater aller Jungtiere, starb am 9. Dezember 2016.
In Europa zeigen die Zoos Madrid, Edinburgh (seit Dezember 2011 für zehn Jahre), der ZooParc de Beauval in Saint-Aignan (seit 2012) sowie seit Februar 2014 der Zoo Pairi Daiza in Brugelette je ein Paar der Großen Pandas. Seit dem 12. April 2017 können Besucher auch im Ouwehands Dierenpark in Rhenen (Provinz Utrecht), Niederlande ein Pandapaar beobachten; das Männchen Xing Ya und das Weibchen Wu Wen sind eine Leihgabe der VR China für fünfzehn Jahre. Seit 2019 gibt es zwei Pandas im Zoologischen Garten in Kopenhagen.

### Zuchterfolge durch weltweite Kooperation
Seit den 1990er Jahren bauten Chinas Panda-Schutzzentren Kooperationen mit 16 Zoos in 14 Ländern auf, die das größte globale Netzwerk zur Erforschung der Großen Pandas bilden. Neben Schutzmaßnahmen, medizinischem Wissen und Informationen zur Zucht geht es auch darum, der Öffentlichkeit Wissen über die Pandas und ihre Lebensweise zur Verfügung zu stellen. Um den Bestand der bedrohten Bären langfristig zu sichern, entleiht China seit 1991 Pandas als Leihgabe an die kooperierenden Zoos, wenn diese Ansprüche an die Haltungsbedingungen erfüllen. Bai Yun, 1991 als erste Pandabärin in Wolong geboren, wurde beispielsweise von 1996 bis 2019 an den San Diego Zoo in Kalifornien entliehen, wo sie insgesamt sechs Jungtiere zur Welt brachte. Nach Ablauf des Leihzeitraumes kehrte sie 2019 mit ihrem jüngsten Sohn nach China zurück.

### Die Pandas im Zoologischen Garten Berlin
Aufgrund eines Geschenks des damaligen chinesischen Regierungschefs Hua Guofeng an Bundeskanzler Helmut Schmidt (Panda-Diplomatie) pflegte der Zoologische Garten Berlin seit dem 5. November 1980 Große Pandas. Das Weibchen Tjen Tjen erlag bereits am 8. Februar 1984 einer Virusinfektion. Das 1997 eingetroffene Weibchen Yan Yan starb am 27. März 2007 im Alter von 22 Jahren ohne vorherige Krankheitsanzeichen an einer akuten Darmverstopfung. Diese hatte letztlich zu einer Blutvergiftung geführt und wiederum ein Herz-Kreislauf-Versagen zur Folge gehabt. Der am 22. August 2012 verstorbene Bao Bao war bis Juni 2017 der letzte in einem deutschen Zoo lebende Große Panda.
Am 24. Juni 2017 erhielt der Berliner Zoo für 15 Jahre als Leihgabe für 1 Mio. € pro Jahr das Pandaweibchen Meng Meng (‚Träumchen‘, * 2013) und das Pandamännchen Jiao Qing (‚Schätzchen‘, * 2010). Beide stammen aus dem Forschungszentrum Chengdu. Am 31. August 2019 brachte Meng Meng männliche Zwillinge zur Welt. Diese beiden Jungtiere sind die ersten, die in einem deutschen Zoo geboren wurden. Die zwei jungen Pandas heißen Mengxiang („Ersehnter Traum“) und Mengyuan („Erfüllter Traum“).
| Name          | m/w | Geburtsdatum         | Sterbedatum     | Familie | Ort                                                | Bemerkung                                           | Bild |
| ------------- | --- | -------------------- | --------------- | --- | -------------------------------------------------- | --------------------------------------------------- | ---- |
| Bai Yun       | w   | * 7. Sep. 1991       | am Leben        | Hua Mei (Tochter), Mei Sheng (Sohn), Su Lin (Tochter), Zhen Zhen (Sohn), Yun Zi (Sohn), Xiao Liwu (Sohn)          | 1996–2019: Zoo San Diego, nach China zurückgekehrt | als erstes Weibchen im Wolong-Naturreservat geboren |      |
| Bao Bao       | w   | * 23. Aug. 2013      | am Leben        | Mei Xiang (Mutter), Tian Tian (Vater), Tai Shan (Sohn), Bei Bei (Sohn)                                            | Smithsonian National Zoological Park               | -                                                   |      |
| Bao Bao       | m   | * 1978               | † 22. Aug. 2012 | unbekannt | Zoologischer Garten Berlin                         | wurde gefangen                                      |      |
| Bei Bei       | m   | * 22. Aug. 2015      | am Leben        | Mei Xiang (Mutter), Tian Tian (Vater), Bao Bao (Tochter), Tai Shan (Sohn)                                         | Smithsonian National Zoological Park               | –                                                   |      |
| Chi Chi       | w   | * 1955               | † 22. Juli 1972 | unbekannt | Zoo London                                         | wurde gefangen                                      |      |
| Chuang Chuang | m   | * 6. Aug. 2000       | † 16. Sep. 2019 | Bai Xue (Mutter), Xin Xing (Vater)                                                                                | Zoo Chiang Mai                                     | –                                                   |      |
| Chu Lin       | m   | * 4. Sep. 1982       | † 29. Apr. 1996 | Shao Shao (Mutter), Chang Chang (Vater)                                                                           | Zoo Madrid                                         | –                                                   |      |
| Da Mao        | m   | * 1. Sep. 2008       | am Leben        | Jia Panpan (Sohn), Jia Yueyue (Tochter)                                                                           | Zoo Toronto                                        | –                                                   |      |
| Er Shun       | w   | * 10. Aug. 2007      | am Leben        | Jia Panpan (Sohn), Jia Yueyue (Tochter)                                                                           | Zoo Toronto                                        | –                                                   |      |
| Fu Ban        | m   | * 7. Aug. 2016       | am Leben        | Yang Yang (Mutter), Long Hui (Vater), Fu Hu (Bruder), Fu Long (Bruder), Fu Bao (Bruder), Fu Feng (Schwester)      | Tiergarten Schönbrunn                              | Zwillingsbruder v. Fu Feng (w)                      |      |
| Fu Feng       | w   | * 7. Aug. 2016       | am Leben        | Yang Yang (Mutter), Long Hui (Vater), Fu Hu (Bruder), Fu Long (Bruder), Fu Bao (Bruder), Fu Ban (Bruder)          | Tiergarten Schönbrunn                              | Zwillingsschwester v. Fu Ban (m)                    |      |
| Fu Bao        | m   | * 14. Aug. 2013      | am Leben        | Yang Yang (Mutter), und Long Hui (Vatter), Fu Hu (Bruder), Fu Long (Bruder), Fu Ban (Bruder), Fu Feng (Schwester) | umgesiedelt nach China                             | geboren im Tiergarten Schönbrunn                    |      |
| Fu Hu         | m   | * 23. Aug. 2010      | am Leben        | Yang Yang (Mutter), Long Hui (Vater), Fu Long (Bruder), Fu Bao (Bruder), Fu Ban (Bruder), Fu Feng (Schwester)     | umgesiedelt nach China                             | geboren im Tiergarten Schönbrunn                    |      |
| Fu Long       | m   | * 23. Aug. 2007      | am Leben        | Yang Yang (Mutter), Long Hui (Vater), Fu Hu (Bruder), Fu Bao (Bruder), Fu Ban (Bruder), Fu Feng (Schwester)       | umgesiedelt nach China                             | geboren im Tiergarten Schönbrunn                    |      |
| Gao Gao       | m   | * 1992               | am Leben        | – | Zoo San Diego                                      | –                                                   |      |
| Gu Gu         | m   | * 2000               | am Leben        | – | Zoo Peking                                         | –                                                   |      |
| Hao Hao       | w   | * 7. Juli 2009       | am Leben        | – | Pairi Daiza Brugelette (Belgien)                   | Leihgabe aus China                                  |      |
| Hua Mei       | w   | * 21. Aug. 1999      | am Leben        | Bai Yun (Mutter), Shi Shi (Vater), Tuan Tuan (Sohn)                                                               | Zoo San Diego                                      | –                                                   |      |
| Jia Jia       | w   | * 1978               | † 16. Okt. 2016 | unbekannt | Ocean Park Hong Kong                               | wurde gefangen                                      |      |
| Jia Panpan    | m   | * 13. Okt. 2015      | am Leben        | Er Shun (Mutter), Da Mao (Vater), Jia Yueyue (Schwester)                                                          | Zoo Toronto                                        | Zwillingsbruder v. Jia Yueyue                       |      |
| Jia Yueyue    | w   | * 13. Okt. 2015      | am Leben        | Er Shun (Mutter), Da Mao (Vater), Jia Panpan (Bruder)                                                             | Zoo Toronto                                        | Zwillingsschwester v. Jia Panpan                    |      |
| Jiao Qing     | m   | * 2010               | am Leben        | – | Zoologischer Garten Berlin                         | Leihgabe aus China                                  |      |
| Lin Bing      | w   | * 27. Mai 2009       | am Leben        | Lin Hui (Mutter), Chuang Chuang (Vater)                                                                           | Zoo Chiang Mai                                     | –                                                   |      |
| Lin Hui       | w   | * 28. Sep. 2001      | am Leben        | Tang Tang (Mutter), Pan Pan (Vater)                                                                               | Zoo Chiang Mai                                     | –                                                   |      |
| Ling Ling     | m   | * 5. Sep. 1985       | † 30. Apr. 2008 | – | Zoo Ueno                                           | –                                                   |      |
| Hsing Hsing   | m   | * 1970               | † 1999          | unbekannt | Smithsonian National Zoological Park               | wurde gefangen                                      |      |
| Ling Ling     | w   | * 1969               | † 1992          | unbekannt | Smithsonian National Zoological Park               | wurde gefangen                                      |      |
| Long Hui      | m   | * 26. Sep. 2000      | † 9. Dez. 2016  | Fu Long (Sohn), Fu Bao (Sohn), Fu Hu (Sohn), Fu Ban (Sohn), Fu Feng (Tochter)                                     | Tiergarten Schönbrunn                              | Leihgabe aus China                                  |      |
| Lun Lun       | w   | * 25. Aug. 1997      | am Leben        | Mei Lan (Sohn), Xi Lan (Sohn), Po (Sohn)                                                                          | Zoo Atlanta                                        | –                                                   |      |
| Mei Lan       | m   | * 6. Sep. 2006       | am Leben        | Lun Lun (Mutter), Yang Yang (Vater)                                                                               | Zoo Atlanta                                        | –                                                   |      |
| Mei Sheng     | m   | * 3. Aug. 2003       | am Leben        | Bai Yun (Mutter), Gao Gao (Vater)                                                                                 | Zoo San Diego                                      | –                                                   |      |
| Mei Xiang     | w   | * 22. Juli 1998      | am Leben        | Tai Shan (Sohn), Bao Bao (Sohn), Bei Bei (Sohn)                                                                   | Smithsonian National Zoological Park               | –                                                   |      |
| Meng Meng     | w   | * 2003               | am Leben        | – | Zoologischer Garten Berlin                         | Leihgabe aus China                                  |      |
| Po            | w   | * 3. Nov. 2010       | am Leben        | Lun Lun (Mutter), Yang Yang (Vater)                                                                               | Zoo Atlanta                                        | –                                                   |      |
| Shi Shi       | m   | etwa * 28. Sep. 1970 | † 5. Juli 2008  | unbekannt | Zoo San Diego                                      | gerettet in Sichuan; Leihgabe vom Zoo Guangzhou     |      |
| Su Lin        | m   | * 1936               | † 1938          | unbekannt | Field Museum of Natural History                    | wurde gefangen                                      |      |
| Su Lin        | w   | * 2. Aug. 2005       | am Leben        | – | Zoo San Diego                                      | –                                                   |      |
| Tai Shan      | m   | * 9. Juli 2005       | am Leben        | Mei Xiang (Mutter), Tian Tian (Vater), Bao Bao (Bruder), Bei Bei (Brüder)                                         | Smithsonian National Zoological Park               | –                                                   |      |
| Tao Tao       | w   | * 1972               | † 2. Apr. 2008  | – | Zoo Jinan                                          | –                                                   |      |
| Tian Tian     | m   | * 27. Aug. 1997      | am Leben        | Yong Ba (Mutter), Pan Pan (Vater), Tai Shan (Sohn), Bao Bao (Tochter), Bei Bei (Sohn)                             | Smithsonian National Zoological Park               | –                                                   |      |
| Tian Tian     | w   | * 24. Aug. 2003      | am Leben        | – | Zoo Edinburgh                                      | –                                                   |      |
| Tohui         | w   | * 21. Juli 1981      | † 16. Nov. 1993 | Ying Ying (Mutter), Pe Pe (Vater), Xin Xin (Tochter)                                                              | Zoo Chapultepec                                    | –                                                   |      |
| Tuan Tuan     | m   | * 1. Sep. 2004       | am Leben        | Hua Mei (Mutter), Yuan Zai (Tochter)                                                                              | Zoo Taipeh                                         | –                                                   |      |
| Yuan Yuan     | w   | * 31. Aug. 2004      | am Leben        | Lei Lei (Mutter), Lin Lin (Vater), Yuan Zai (Tochter)                                                             | Zoo Taipeh                                         | –                                                   |      |
| Wang Wang     | m   | * 31. Aug. 2005      | am Leben        | – | Zoo Adelaide                                       | –                                                   |      |
| Fu Ni         | w   | * 23. Aug. 2006      | am Leben        | – | Zoo Adelaide                                       | –                                                   |      |
| Wu Wen        | w   | * 11. Aug. 2013      | am Leben        | Gongh Zhu (Mutter)                                                                                                | Zoo Rhenen                                         | Leihgabe aus China                                  |      |
| Xiang Xiang   | m   | * 25. Aug. 2001      | † 19. Feb. 2007 | – | Naturreservat Wolong                               | –                                                   |      |
| Xiao Liwu     | m   | * 29. Juli 2012      | am Leben        | Bai Yun (Mutter), Gao Gao (Vater)                                                                                 | Zoo San Diego                                      | –                                                   |      |
| Xi Lan        | m   | * 30. Aug. 2008      | am Leben        | Lun Lun (Mutter), Yang Yang (Vater)                                                                               | Zoo Atlanta                                        | –                                                   |      |
| Xin Xin       | w   | * 1. Juli 1990       | am Leben        | Tohui (Mutter), Chia Chia (Vater)                                                                                 | Zoo Chapultepec                                    | –                                                   |      |
| Xing Hui      | m   | * 22. Juli 2009      | am Leben        | – | Pairi Daiza Brugelette (Belgien)                   | Leihgabe aus China                                  |      |
| Xing Ya       | m   | * 5. Aug. 2013       | am Leben        | Zhuang Mei (Mutter)                                                                                               | Zoo Rhenen                                         | Leihgabe aus China                                  |      |
| Yang Guang    | m   | * 14. Aug. 2003      | am Leben        | – | Zoo Edinburgh                                      | –                                                   |      |
| Yang Yang     | m   | * 9. Sep. 1997       | am Leben        | Mei Lan (Sohn), Xi Lan (Sohn), Po (Sohn)                                                                          | Zoo Atlanta                                        | –                                                   |      |
| Yang Yang     | w   | * 10. Aug. 2000      | am Leben        | Fu Long (Sohn), Fu Bao (Sohn), Fu Hu (Sohn), Fu Ban (Sohn), Fu Feng (Tochter)                                     | Tiergarten Schönbrunn                              | Leihgabe aus China                                  |      |
| Yuan Zai      | w   | * 6. Juli 2013       | am Leben        | Yuan Yuan (Mutter), Tuan Tuan (Vater)                                                                             | Zoo Taipeh                                         | –                                                   |      |
| Yun Zi        | m   | * 5. Aug. 2009       | am Leben        | Bai Yun (Mutter), Gao Gao (Vater)                                                                                 | Zoo San Diego                                      | –                                                   |      |
| Zhen Zhen     | w   | * 3. Aug. 2007       | am Leben        | Bai Yun (Mutter), Gao Gao (Vater)                                                                                 | Zoo San Diego                                      | –                                                   |      |